# یژی راجیویوویچ
یژی راجیویوویچ (لهستانی: Jerzy Radziwiłowicz؛ تلفظ لهستانی: [ˈjɛʐɨ rad͡ʑiviˈwɔvit͡ʂ]؛ زادهٔ ۸ سپتامبر ۱۹۵۰) بازیگر اهل لهستان است.
از فیلم‌ها یا برنامه‌های تلویزیونی که وی در آن نقش داشته‌است، می‌توان به هوایی چنان پاک، تله، بدون پنهان‌کاری، مرگ همچون یک تکه نان، در روز روشن، دوران پیمان‌شکنی، با گذشتِ روزها، از پسِ سال‌ها…، همبستگی، همبستگی...، پوزنان ۵۶، مرد آهنین، مرد مرمرین، جن‌زدگان و پایانی نیست اشاره کرد.